# Ель-Катар
Ель-Катар (араб. القطار‎‎‎) — місто в Тунісі. Входить до складу вілаєту Гафса. Станом на 2004 рік тут проживало 13 554 особи.
Місто відоме тим, що тут вирощується велика кількість фісташок. 